# Kubán Endre (újságíró, 1877–1957)
Idősebb Kubán Endre – álnevei: Kóró Pál, Kun-bán, Andorás, Félegyházi András, Hafiz Etnekir – (Resicabánya, 1877. szeptember 8. – Temesvár, 1957. december 5.) magyar újságíró, szerkesztő, műfordító, ifjabb Kubán Endre apja.

## Életútja
Temesvárt, Kiskunfélegyházán, ahol Móra Ferenc osztálytársa, és Selmecbányán tanult, jogot végzett, és újságírói pályára lépett. Budapesten a Magyar Mesék és Ifjúsági Olvasmányok Könyvtára sorozatban Krisztus-históriákat, zsidó és cigány adomákat, Rózsa Sándor-történeteket jelentetett meg (1904–10), szerelmi levelezőt szerkesztett, és összeállította emlékkönyvbe való versek gyűjteményét.
Szülőföldjére visszatérve a Resicai Lapok, majd a Krassó-Szörényi Lapok munkatársa. 1913-tól a Temesvári Hírlap belső munkatársa, 1924-ben felelős szerkesztője. Közben kiadta a Komédia című színházi hetilapot (1916–20) s a kéthetenként megjelenő Gyerekújságot (1924–28). 1919-ben publikált a Jövendő című havi lapba, majd a Déli Hírlap belső munkatársa, illetve szerkesztője, 1925-től nyugdíjaztatásáig (1940). Írásait a Brassói Lapok, Vasárnap, Havi Szemle is közölte. A temesvári Arany János Társaság tagja. Mint műfordító Mihai Eminescu, Romul Fabian, Aron Cotruș, Lucian Blaga több versét ültette át magyarra.

## Köteteiből
- Kacagó kádenciák (humoros versek, Temesvár, 1917);
- Kis emberek világa (Kóró Pál versei, Temesvár, év nélkül);
- Megrontott élet (regény, Temesvár, 1932).